# Zigua (peuple)
Pour les articles homonymes, voir Zigua.

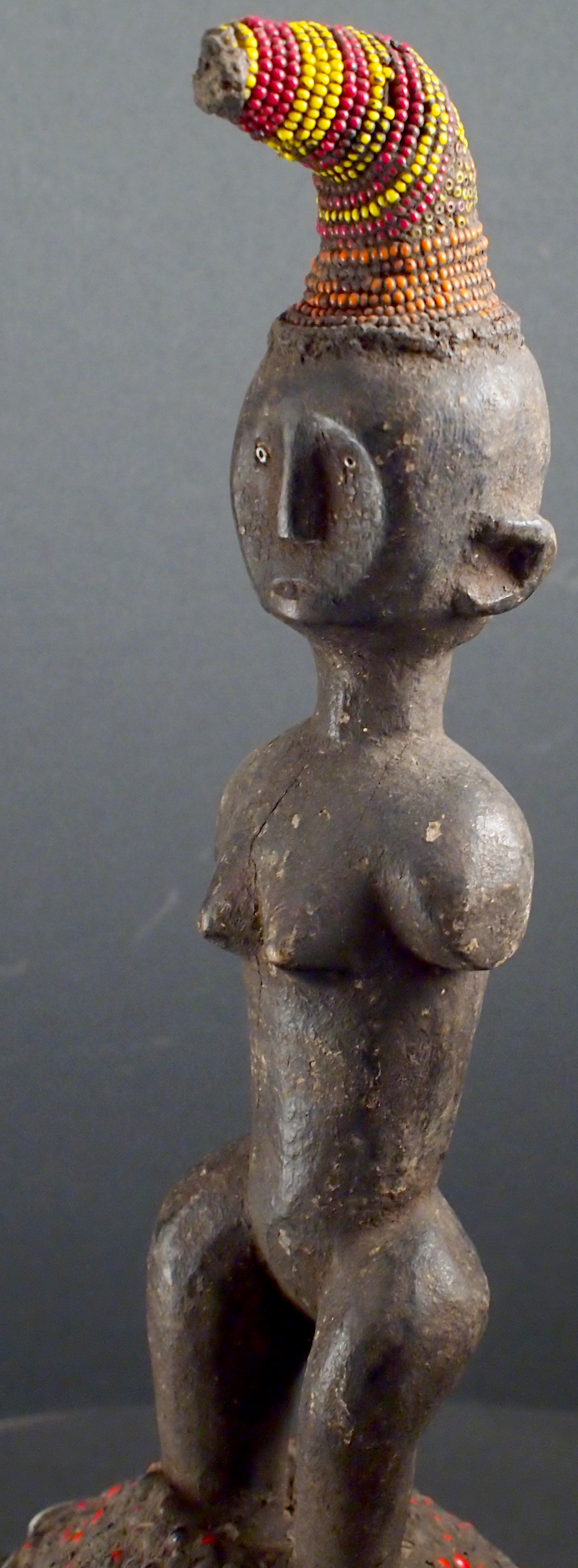
Figure de Mwana Hiti avec coiffe perlée sur une calebasse décorée, Zigua, Tanzanie.

Les Zigua sont un peuple bantou d'Afrique de l'Est établi principalement en Tanzanie.

## Ethnonymie
Selon les sources, on rencontre les variantes suivantes de l'ethnonyme : Uzigula, Wazigua, Zegua, Zigalu, Ziguas, Zigula, Zigulas, Zingua.

## Langues
Leur langue est le zigua (ou zigula), une langue bantoue dont le nombre de locuteurs était estimé à 355 000 en 1993. Mais la population s'exprime couramment dans une forme locale du swahili.